# Grêmio Esportivo Mauaense
Grêmio Esportivo Mauaense é um clube brasileiro de futebol da cidade de Mauá, região metropolitana da cidade de São Paulo. Foi fundado em 15 de dezembro de 1981 e suas cores são azul e branco. O Mauaense disputa, atualmente, a Segunda Divisão do Campeonato Paulista, equivalente ao quinto e último nível do futebol paulista.

## História
O Grêmio Esportivo Mauaense iniciou as atividades em 1981, após a entrega do troféu de campeão da Liga Mauaense de Futebol, no dia 3 de dezembro. Na ocasião, a premiação foi feita pelo presidente da Federação Paulista de Futebol da época, Nabi Abib Chedid. O mandatário fez uma sugestão para que a cidade criasse uma equipe para disputar a 3ª Divisão do Futebol Paulista, com o apoio da FPF.
Com o intuito de divulgar o nome de Mauá, o Grêmio Esportivo Mauaense teve como a base de sua primeira equipe profissional atletas de vários times da várzea, principalmente da seleção amadora de Mauá.
O primeiro confronto oficial como equipe profissional ocorreu em 31 de janeiro de 1982, diante do Suzano Futebol Clube. Três anos depois, em 1985, conquistou o primeiro título, o Campeonato Paulista da 3ª Divisão.
A próxima grande conquista da equipe ocorreu 18 anos depois, em 2003, quando o Grêmio Mauaense ficou com o título do Campeonato Paulista da Série B1, hoje Série A4. Com o triunfo, a equipe ganhou o direito de participar da Série A3, na qual ficou até o ano de 2007, quando foi rebaixada para a Segunda Divisão. Em 2008, o time classificou-se para a segunda fase e não conseguiu avançar. Por isso, disputa a competição novamente em 2009.
Em 2015, a equipe aplicou a maior goleada de sua história. Na última rodada do Campeonato Paulista da Segunda Divisão, derrotou o ECUS por 14 a 2. A grande vantagem no duelo foi possível devido ao fato do adversário ter iniciado a partida com apenas oito jogadores em campo.
Em dezembro de 2016, o Grêmio Esportivo Mauaense fez sua primeira excursão para fora do Brasil, onde enfrentou 4 times dos Emirados Árabes Unidos, tendo 2 vitorias, 1 empate e 1 derrota.
Em março de 2019, o Mauaense fechou uma parceria com o Jomo Cosmos, time da Segunda Divisão da África do Sul, fundado por Jomo Somo, ex-jogador e técnico da seleção Sul Africana na Copa de 2002. Nesta parceria, ficou acertado que 3 jogadores brasileiros iriam ficar alguns meses treinando com o time sul-africano e 4 jogadores sul-africanos iriam passar a temporada em solo brasileiros, para jogar o Campeonato Paulista da Segunda Divisão.
Em julho de 2022 o Mauaense fechou uma parceria com o Mação Futebol Clube, de Portugal focando nas categorias de base.

## Torcida
s números de público da Locomotiva eram maiores nos primeiros anos da equipe, chegando a marca de 3 mil torcedores em algumas partidas decisivas em 1984. Em anos recentes, no entanto, os números dificilmente passam a marca de 500 torcedores por jogo. A primeira torcida organizada do Grêmio Mauaense foi a Dragões do Grêmio, fundada em 1982. Outras organizadas do clube incluem a "Tamo Junto" (1983), Explosão Mauaense (1984), Torcida Jovem do Grêmio Mauaense (1984), Garra Negra (1984), Força Jovem Mauaense (1990), TIGRE - Torcida Independente do Grêmio (1998), Barões de Mauá, Torcida Jovem do Grêmio (2007), e mais recente, a "Maualokeiros" (2017). 

## Mascote
O clube pode ser novo, de 1981, mas a mascote do Grêmio Mauaense tem ligações seculares. Mauá só virou cidade no ano de 1954, porém, no final do Século XIX, quando os ingleses vieram ao Brasil para a construção das ferrovias, encontraram como parceiro Irineu Evangelista de Souza, o Barão de Mauá, um brasileiro que se transformou no primeiro grande empresário do país. Uma de suas especialidades era construir ferrovias e a Estrada de Ferro Santos a Jundiaí, ao lado da qual a cidade de Mauá acabou surgindo, estava neste traçado. Em 1926, a estação chamada de Pilar trocou de nome para homenagear o ilustre e nobre cidadão brasileiro. Com o clube de futebol da cidade não poderia ser diferente. A homenagem ao empresário das ferrovias brasileiras está na bandeira do clube e na sua mascote, a locomotiva.

## Títulos
| Estaduais | Estaduais                      | Estaduais | Estaduais  |
|           | Competição                     | Títulos   | Temporadas |
| --------- | ------------------------------ | --------- | ---------- |
|           | Campeonato Paulista - Série A3 | 1         | 1985       |
|           | Campeonato Paulista - Série A4 | 1         | 2003       |

| Municipais | Municipais                | Municipais | Municipais |
|            | Competição                | Títulos    | Temporadas |
| ---------- | ------------------------- | ---------- | ---------- |
|            | Copa Diário do Grande ABC | 1          | 1987       |
|            | Copa União                | 1          | 1992       |

## Campanhas de destaque
- Vice-campeão da Série B1: 1996

## Técnicos
| Nome                    | Período                                |
| ----------------------- | -------------------------------------- |
| Marrom                  | 1982-1983; 1993; 1994-1995; 2002; 2016 |
| José Benetti            | 1983-1985; 1993                        |
| Roberto Bonora          | 1985-1986                              |
| Orlando Amarelo         | 1986                                   |
| Walter Tambaú           | 1986-1987                              |
| Tulica                  | 1987; 1989; 1991; 1993; 1994           |
| Écio Pasca              | 1987-1988                              |
| Vanderlei Cezaretti     | 1989                                   |
| Sérgio Rosas            | 1989                                   |
| Servílio de Jesus Filho | 1989                                   |
| Ademar Alves            | 1990                                   |
| Sebastião Dias          | 1990                                   |
| Eugênio Bérgamo         | 1994                                   |
| Jamelão                 | 1995                                   |
| Sérgio Gobetti          | 1995-1996                              |
| Donizete                | 1996                                   |
| Túlio Tangione Neto     | 1996                                   |
| Ditinho                 | 1997                                   |
| Biro-Biro               | 1998-1999                              |
| Carlinhos               | 1999                                   |
| Gijo                    | 1999                                   |
| Mazinho                 | 1999                                   |
| Paulão                  | 2000                                   |
| Carlos Alberto Seixas   | 2000                                   |
| Edson Luis Boccato      | 2001                                   |
| Badeco                  | 2001                                   |
| Régis Gonçalves         | 2002                                   |
| Juary                   | 2002                                   |
| João Ricardo            | 2002-2004; 2006                        |
| Nelson da Silva         | 2005; 2006                             |
| Adailton Ladeira        | 2005                                   |
| Jorge Saran             | 2005                                   |
| Rotta                   | 2006                                   |
| Solito Alves            | 2007                                   |
| Edmilson                | 2007                                   |
| João Vallim             | 2007                                   |
| Jobel                   | 2007; 2013; 2015                       |
| Nei de Paula            | 2008                                   |
| José Maria de Oliveira  | 2009                                   |
| Edson Boaro             | 2010                                   |
| Souza                   | 2011-2012                              |
| Paulo Pedro Vieira      | 2013                                   |
| Flávio Mathias          | 2013-2014                              |
| Fernando Rodrigo        | 2013; 2016; 2023                       |
| Jamelli                 | 2016                                   |
| Flávio Borelli          | 2017-2018                              |
| Luiz Carlos Cavalheiro  | 2018                                   |
| Tássio Ferreira         | 2018-2020                              |
| José Roberto            | 2021                                   |
| Tiago Brayner           | 2022                                   |

## Ídolos
- Tulica
- Ditinho
- Leivinha
- Valtinho
- Marrom
- Ica
- Tigrila
- Jorge Mauá
- Capitão
- Adauto
- Adelmo
- Bigu
- Gilmar
- Donizete Pelé
- Marcelo Grande
- Lamartine
- Alemão
- João Carlos Rios

## Estatísticas

### Participações
|  | Participações em 2025 |

| Competição | Competição      | Temporadas | Melhor campanha      | Estreia | Última | A | R |
| São Paulo  | Série A2        | 2          | 23º colocado (1986)  | 1986    | 1987   | – | 1 |
| São Paulo  | Série A3        | 16         | Campeão (1985)       | 1982    | 2007   | 1 | 2 |
| São Paulo  | Série A4        | 23         | Campeão (2003)       | 1994    | 2023   | 2 | 1 |
| São Paulo  | Segunda Divisão | 2          | 6º colocado (2025)   | 2024    | 2025   | – |   |
| São Paulo  | Copa Paulista   | 1          | Primeira fase (2006) | 2006    | 2006   |   |   |

### Últimas dez temporadas
Legenda:
| Campeão Vice-campeão Eliminado nas semifinais | Campeão e promovido à divisão superior Vice-campeão e/ou promovido à divisão superior Rebaixado à divisão inferior | Classificado à fase de grupos da Copa Libertadores Classificado à fase preliminar da Copa Libertadores Classificado à Copa Sul-Americana |